# Női 3000 méteres rövidpályásgyorskorcsolya-váltó az 1998. évi téli olimpiai játékokon
Az 1998. évi téli olimpiai játékokon a rövidpályás gyorskorcsolya női 3000 méteres váltó versenyszámát február 17-én rendezték. Az aranyérmet a dél-koreai csapat nyerte meg, a döntőben világcsúcsot értek el. A versenyszámban nem vett részt magyar csapat.

## Rekordok
A versenyt megelőzően a következő rekordok voltak érvényben:
| Világrekord     | Dél-Korea (KOR) | 4:17,630 | Peking, Kína    | 1996. december 8. |
| Olimpiai rekord | Dél-Korea (KOR) | 4:26,64  | Hamar, Norvégia | 1994. február 24. |

A versenyen a következő, új rekordok születtek:
| Japán (JPN)     | 4:24,087 | Nagano, Japán | 1998. február 17. | Olimpiai rekord           |
| Dél-Korea (KOR) | 4:21,510 | Nagano, Japán | 1998. február 17. | Olimpiai rekord           |
| Dél-Korea (KOR) | 4:16,260 | Nagano, Japán | 1998. február 17. | Világ- és olimpiai rekord |

## Eredmények
A két futamból az első két helyezett jutott az A-döntőbe, a harmadik és negyedikek a B-döntőbe kerültek. A rövidítések jelentése a következő:
| - QA: az A-döntőbe jutott - QB: a B-döntőbe jutott | - WR: világrekord - OR: olimpiai rekord |

### Elődöntők
| Helyezés | Csapat                 | Idő      | Mj       |
| 1. futam | 1. futam               | 1. futam | 1. futam |
| -------- | ---------------------- | -------- | -------- |
| 1.       | Japán (JPN)            | 4:24,087 | QA, OR   |
| 2.       | Kanada (CAN)           | 4:24,152 | QA       |
| 3.       | Hollandia (NED)        | 4:28,018 | QB       |
| 4.       | Németország (GER)      | 4:38,776 | QB       |
| 2. futam |                        |          |          |
| 1.       | Dél-Korea (KOR)        | 4:21,510 | QA, OR   |
| 2.       | Kína (CHN)             | 4:22,342 | QA       |
| 3.       | Észak-Korea (PRK)      | 4:25,126 | QB       |
| 4.       | Egyesült Államok (USA) | 4:33,352 | QB       |

### B-döntő
| Helyezés | Csapat                 | Idő      | Mj |
| -------- | ---------------------- | -------- | -- |
| 1.       | Egyesült Államok (USA) | 4:26,253 |    |
| 2.       | Hollandia (NED)        | 4:26,592 |    |
| 3.       | Észak-Korea (PRK)      | 4:27,030 |    |
| 4.       | Németország (GER)      | 4:37,110 |    |

### A-döntő
| Helyezés | Csapat          | Idő      | Mj |
| -------- | --------------- | -------- | -- |
| Arany    | Dél-Korea (KOR) | 4:16,260 | WR |
| Ezüst    | Kína (CHN)      | 4:16,383 |    |
| Bronz    | Kanada (CAN)    | 4:21,205 |    |
| 4.       | Japán (JPN)     | 4:30,612 |    |

### Végeredmény
| Helyezés | Csapat                                                                                                |
| -------- | --- |
| Arany    | Dél-Korea (KOR) · An Szangmi · Cson Ikjong · Kim Junmi · Von Hjekjong                                 |
| Ezüst    | Kína (CHN) · Jang Jang (A) · Jang Jang (S) · Wang Chunlu · Sun Dandan                                 |
| Bronz    | Kanada (CAN) · Christine Boudrias · Isabelle Charest · Annie Perreault · Tania Vicent                 |
| 4.       | Japán (JPN) · Tesigavara Ikue · Tanaka Csikage · Jamada Nobuko · Ozava Szacsi                         |
| 5.       | Egyesült Államok (USA) · Caroline Hallisey · Amy Peterson · Erin Porter · Cathy Turner · Erin Gleason |
| 6.       | Hollandia (NED) · Anke Jannie Landman · Melanie de Lange · Ellen Wiegers · Maureen de Lange           |
| 7.       | Észak-Korea (PRK) · Jong Ok-Myong · Ho Jong-Hae · Hvang Okszil · Han Ryon-Hui                         |
| 8.       | Németország (GER) · Susanne Busch · Anne Eckner · Yvonne Kunze · Katrin Weber                         |